# Green Dream
Green Dream was een Maastrichtse rockband.
Sinds de oprichting in 1990 bracht de band drie cd's en een ep uit en trad ze veel op, zowel in binnen- als buitenland. Na een bezettingswisseling won de band in 2002 de prestigieuze, internationale popprijs Euregio Premier League. In 2007 werd besloten om te stoppen met Green Dream en verder te gaan onder de naam Moons of Neptune.

## Bandleden
- Frank Heine
- Rene van Engeland
- Coen van Dam

## Discografie
- Sarajevo (1996)
- India (ep, 1999)
- Ready To Go (2001)
- Women (2006)